# Schistochlamys ruficapillus
Schistochlamys ruficapillus е вид птица от семейство Тангарови (Thraupidae).

## Разпространение
Видът е разпространен в Аржентина, Бразилия и Парагвай.